# Громашевский, Лев Васильевич
Лев Васи́льевич Громаше́вский (укр. Лев (Левко) Васильович Громашевський; 1 [13] октября 1887, Николаев, Николаевское военное губернаторство — 1 мая 1980, Киев) — советский эпидемиолог, академик АМН СССР (1944), заслуженный деятель науки УССР (1957), Герой Социалистического Труда (1967).

## Биография
Родился 1 (13) октября 1887 года в городе Николаеве.
Окончил Третью Одесскую гимназию (1904).
Выпускник медицинского факультета Казанского университета.
Член РСДРП с 1905 года, большевик, состоял в Военной организации РСДРП. 4 раза был арестован; с 1911 года в ссылке был в Архангельской губернии.
Был отпущен из ссылки для участия в борьбе с эпидемиями в Астраханской губернии и на КВЖД.
В 1913 году официально досрочно освобождён.
В 1917 году — военный врач, член фронтового комитета Западного фронта.
Избран во Всероссийское учредительное собрание одновременно от Западного фронта и Минского округа. Участник заседания Учредительного собрания 5 января.
В 1933 году — участие в борьбе с эпидемией на Урале, известной как «уральский синдром» (алиментарно-токсическая алейкия).
С 1941—1945 годах — главный эпидемиолог Закавказского и Крымского фронтов, а также Московского военного округа.
С 1948—1951 годах — директор института инфекционных болезней АМН СССР.
В 1951—1963 годах — заведующий кафедрой эпидемиологии Киевского медицинского института.
Умер 1 мая 1980 года в Киеве, где и похоронен на Байковом кладбище.

## Публикации
- Громашевский Л. В., Г. М. Вайндрах. Частная эпидемиология. — М., 1947.
- Громашевский Л. В. (ред.). Механизм передачи инфекции: (Учение о механизме передачи возбудителей инфекционных болезней и его значение в эпидемиологии) / Под общ. ред. действ. чл. АМН СССР проф. Л. В. Громашевского. — 2-е изд., пересмотр. и доп. — Киев: Госмедиздат УССР, 1962. — 448 с. (1-е изд. вышло под загл.: Механизмы передачи инфекции)
- Громашевский Л. В. Общая эпидемиология. — 4-е изд. — М., 1965.
- Громашевский Л. В. Избранные труды. В 3 томах / Отв. ред. А. Ф. Фролов; Авт. вступ. ст. Ю. Н. Щербак, Л. Л. Громашевская; НИИ эпидемиологии и инфекционных болезней им. Л. В. Громашевского. — Киев: Здоров’я, 1987. — 2000 экз.
  - Т. 1 : Вопросы развития советского здравоохранения и становления эпидемиологии. — 320 с.
  - Т. 2 : Теоретические вопросы эпидемиологии. — 360 с.
  - Т. 3 : Вопросы частной эпидемиологии. — 344 с.

## Память
- С 1983 года Институт эпидемиологии, микробиологии и паразитологии носит имя «Институт эпидемиологии и инфекционных заболеваний им. Л. В. Громашевского»;
- На здании Института эпидемиологии, микробиологии и паразитологии по адресу улица Амосова, 5 установлена мемориальная доска с барельефом;
- На доме по улице Ивана Марьяненко, 11/12 в Киеве установлена мемориальная доска;
- На здании Национального медицинского университета имени Александра Богомольца по проспекту Победы, 34 установлена мемориальная доска.